# Inambariträdklättrare
Inambariträdklättrare (Lepidocolaptes fatimalimae) är en fågel i familjen ugnfåglar inom ordningen tättingar.

## Utbredning och systematik
Arten förekommer i västra Amazonområdet, söder om Amazonfloden (östra Peru söderut till Bolivia och österut till Brasilien väster om Madeirafloden. Vissa behandlar den som underart till streckig trädklättrare (Lepidocolaptes albolineatus).

## Status och hot
Arten har ett stort utbredningsområde, men tros minska i antal, dock inte tillräckligt kraftigt för att den ska betraktas som hotad. Internationella naturvårdsunionen IUCN listar arten som livskraftig (LC).